# Harry Winter

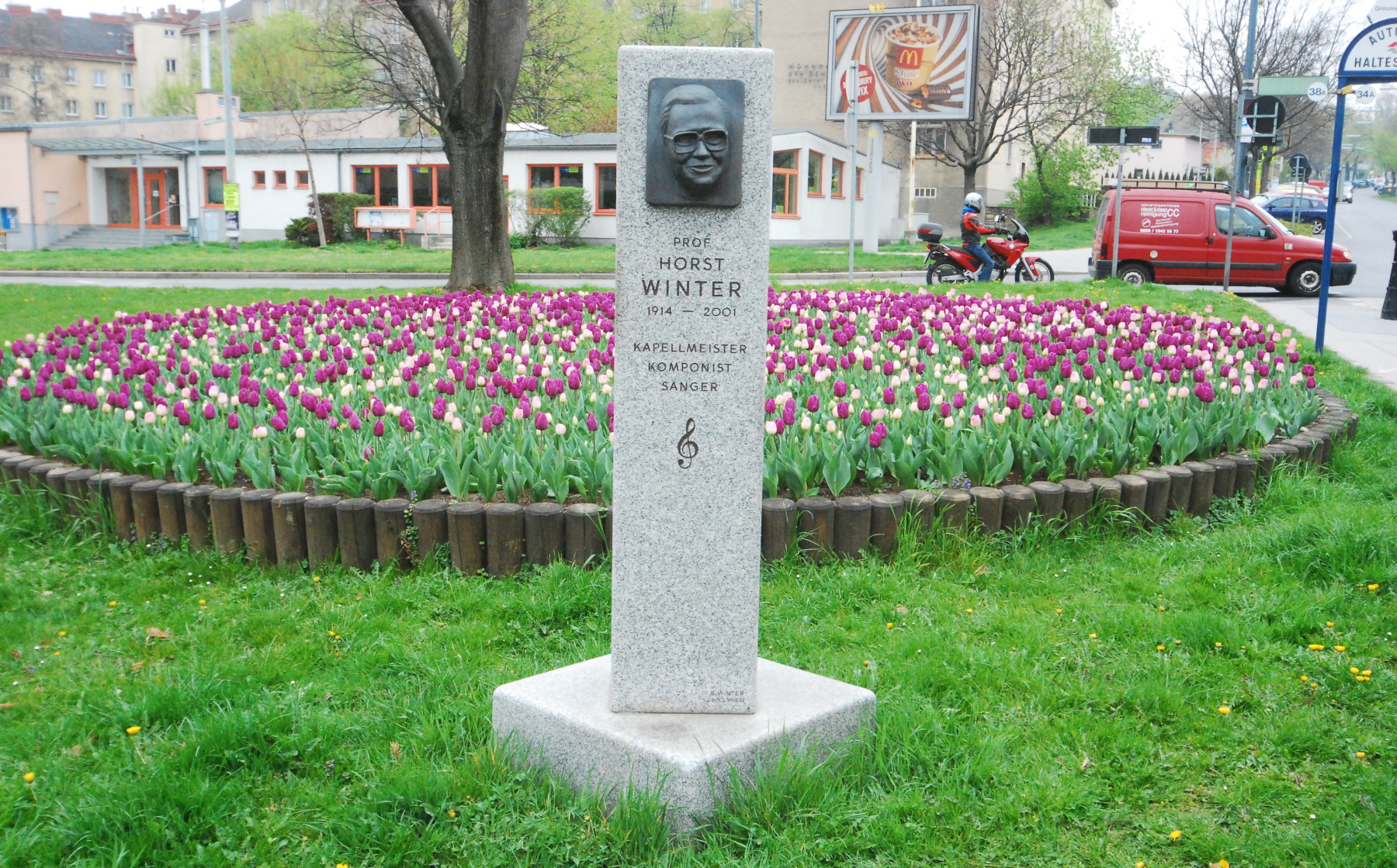
monument in Wenen

Harry Winter (Beuthen, 24 september 1914 - Wenen, 3 december 2001), geboren als Horst Winter, was een Duits-Oostenrijks zanger.
In 1948, bracht Winter het liedje Und jetzt ist es still uit. Het lied werd gecoverd door Betty Hutton (Blow a fuse) in 1951 en door Björk (It's oh so quiet) in 1995.
In 1960 deed hij voor Oostenrijk mee aan het Eurovisiesongfestival met het Duitstalige lied Du hast mich so fasziniert. Hij eindigde 7de van de 13 deelnemers.
1957: Bob Martin · 
1958: Liane Augustin · 
1959: Ferry Graf · 
1960: Harry Winter · 
1961: Jimmy Makulis · 
1962: Eleonore Schwarz · 
1963: Carmela Corren · 
1964: Udo Jürgens · 
1965: Udo Jürgens · 
1966: Udo Jürgens · 
1967: Peter Horton · 
1968: Karel Gott · 
1971: Marianne Mendt · 
1972: Milestones · 
1976: Waterloo & Robinson · 
1977: Schmetterlinge · 
1978: Springtime · 
1979: Christina Simon · 
1980: Blue Danube · 
1981: Marty Brem · 
1982: Mess · 
1983: Westend · 
1984: Anita · 
1985: Gary Lux · 
1986: Timna Brauer · 
1987: Gary Lux · 
1988: Wilfried · 
1989: Thomas Forstner · 
1990: Simone · 
1991: Thomas Forstner · 
1992: Tony Wegas · 
1993: Tony Wegas · 
1994: Petra Frey · 
1995: Stella Jones · 
1996: George Nussbaumer · 
1997: Bettina Soriat · 
1999: Bobbie Singer · 
2000: The Rounder Girls · 
2002: Manuel Ortega · 
2003: Alf Poier · 
2004: Tie Break · 
2005: Global Kryner · 
2007: Eric Papilaya · 
2011: Nadine Beiler · 
2012: Trackshittaz · 
2013: Natália Kelly · 
2014: Conchita Wurst · 
2015: The Makemakes · 
2016: Zoë · 
2017: Nathan Trent · 
2018: Cesár Sampson · 
2019: PÆNDA · 
2021: Vincent Bueno · 
2022: LUM!X feat. Pia Maria · 
2023: Teya & Salena · 
2024: Kaleen · 
2025: JJ
- Bibliothèque nationale de France: cb13843749s (data)
- Gemeinsame Normdatei: 133315142
- International Standard Name Identifier: 0000 0000 7875 7784
- Library of Congress Control Number: n90693608
- MusicBrainz: 05968b3c-8c45-4352-8e25-50bf32aac01b
- Nationale Bibliotheek van Tsjechië: mzk2013789311
- Nationale Bibliotheek van Israël: 987009841557805171
- Nationale Bibliotheek van Polen: a0000003631644
- SNAC: w6h27vtx
- Système universitaire de documentation: 172519780
- Virtual International Authority File: 1637452
- WorldCat: E39PBJkHt3wfv869gm6J7DBdcP